# Katarzyna-Amalia
Katarzyna-Amalia, księżniczka Oranii (Catharina-Amalia Beatrix Carmen Victoria; ur. 7 grudnia 2003 w Hadze) – księżniczka Oranii, następczyni holenderskiego tronu. Jest najstarszą córką króla Wilhelma-Aleksandra oraz jego żony, Maksymy Zorreguieta Cerruti.

## Narodziny
Urodziła się 7 grudnia 2003 roku w Bronovo Ziekenhuis w Hadze jako najstarsza córka ówczesnego następcy tronu, księcia Wilhelma Aleksandra i księżnej Maksymy. Tego samego wieczora, premier Holandii złożył gratulacje parze książęcej w swoim orędziu do narodu. Przed godziną osiemnastą można było usłyszeć 101 salw armatnich (w Hadze, Amsterdamie, na Arubie i na Curacao) na cześć nowej księżniczki. Dziewczynka została pokazana światu kilka godzin po narodzinach. Rodzina opuściła szpital niedługo po konferencji prasowej.
Otrzymała imiona Katarzyna-Amalia Beatrycze Carmen Wiktoria (Catharina-Amalia Beatrix Carmen Victoria). Trzecie imię, Beatrycze, otrzymała po swojej babci ze strony ojca, Beatrycze (królowej Holandii). Czwarte imię, Carmen, otrzymała po babci ze strony matki, Maríi del Carmen Carricart. Ostatnie imię, Wiktoria, otrzymała po swojej matce chrzestnej, księżniczce koronnej Szwecji, Wiktorii Bernadotte.
Została ochrzczona 12 czerwca 2004 roku. Jej chrzestnymi zostali: księżniczka koronna (następczyni tronu) Szwecji, Wiktoria Bernadotte (nazywana „matką chrzestną Europy”), a także Samantha Deane, Marc ter Haar, Książę Constantijn, Herman Tjeenk Willink. W uroczystości uczestniczyli dziadkowie księżniczki od strony matki: Jorge Zorreguieta i Maria del Carmen Cerruti.

## Życie i edukacja
10 grudnia 2007 księżniczka rozpoczęła naukę w Bloemcampschool w Wassenaar. Ze względu na bardzo dobre wyniki w nauce szkołę ukończyła rok wcześniej niż pozostali uczniowie. Od sierpnia 2015 Amalia uczęszcza do Christelijk Gymnasium Sorghvliet w Hadze.
19 czerwca 2010 Amalia była druhenką na ślubie swojej matki chrzestnej, księżniczki Wiktorii z Danielem Westlingiem.
Wraz z rodzicami oraz młodszymi siostrami mieszka w Villa Eikenhorst w Wassenaar.
Z momentem abdykacji swojej babki, księżniczka stała się następczynią tronu. Kiedy przejmie po ojcu sukcesję, stanie się kolejną Królową Niderlandów. Od czasu inauguracji Wilhelma-Aleksandra nosi tytuł księżniczki Oranii, przysługujący następcy holenderskiego tronu. Ostatnią kobietą, która nosiła ten tytuł była Mary Baux-Oranje żyjąca w XV wieku.
Księżniczka posługuje się językiem niderlandzkim, angielskim i hiszpańskim.
Oficjalny tytuł to: Jej Królewska Wysokość księżniczka Oranii, Catharina-Amalia Beatrix Carmen Victoria, księżniczka Niderlandów, księżniczka Oranje-Nassau. Powszechnie znana jest pod imieniem Amalia.
W 2025 roku odbyła swoją pierwszą samodzielną wizytę.
Jest pasjonatką jeździectwa.

## Genealogia
| Prapradziadkowie                                    | królowa Holandii Wilhelmina Oranje-Nassau (1880–1962) ∞ 1901 Henryk Mecklenburg-Schwerin (1876–1934) | Bernhard von Lippe (1872–1934) ∞ 1909 Armgard von Sierstorpff-Cramm (1883–1971)                  | Wilhelm von Amsberg (1856–1929) ∞ 1889 Elise von Vieregge (1866–1951)                         | Georg von dem Bussche-Haddenhausen (1869–1923) ∞ 1896 Gabriëlle von dem Bussche-Ippenburg (1877–1973) | Amadeo Zorreguietaa (1860-) ∞1898 Máxima Blanca Bonorino-Gonzalez (1875–1965)                 | Oreste Stefanini ∞ Tullia Borella                                                             | Santiago Cerruti (1872–1940) ∞ María Mercedes de Sautu Martinez (1877–1955)                   | Domingo Carricart-Eschart (1885–1953) ∞ Carmen Cieza-Rodriguez                                |
| Pradziadkowie                                       | królowa Holandii Juliana Oranje-Nassau (1909–2004) ∞ 1937 Bernhard Lippe-Biesterfeld (1911–2004)     | królowa Holandii Juliana Oranje-Nassau (1909–2004) ∞ 1937 Bernhard Lippe-Biesterfeld (1911–2004) | Klaus Felix von Amsberg (1890–1953) ∞1924 Gösta von dem Bussche-Haddenhausen (1902–1996)      | Klaus Felix von Amsberg (1890–1953) ∞1924 Gösta von dem Bussche-Haddenhausen (1902–1996)              | Juan Zorreguieta (1898–1959) ∞1925 Cesira Stefanini (1901–1999)                               | Juan Zorreguieta (1898–1959) ∞1925 Cesira Stefanini (1901–1999)                               | Jorge Cerruti (1911–1992) ∞1942 Maria del Carmen Carricart (1914–1999)                        | Jorge Cerruti (1911–1992) ∞1942 Maria del Carmen Carricart (1914–1999)                        |
| Dziadkowie                                          | królowa Holandii Beatrycze Oranje-Nassau (ur. 1938) ∞1966 Claus von Amsberg (1926–2002)              | królowa Holandii Beatrycze Oranje-Nassau (ur. 1938) ∞1966 Claus von Amsberg (1926–2002)          | królowa Holandii Beatrycze Oranje-Nassau (ur. 1938) ∞1966 Claus von Amsberg (1926–2002)       | królowa Holandii Beatrycze Oranje-Nassau (ur. 1938) ∞1966 Claus von Amsberg (1926–2002)               | Jorge Zorreguieta (ur. 1928) ∞1971 Maria del Carmen Cerruti (ur. 1944)                        | Jorge Zorreguieta (ur. 1928) ∞1971 Maria del Carmen Cerruti (ur. 1944)                        | Jorge Zorreguieta (ur. 1928) ∞1971 Maria del Carmen Cerruti (ur. 1944)                        | Jorge Zorreguieta (ur. 1928) ∞1971 Maria del Carmen Cerruti (ur. 1944)                        |
| Rodzice                                             | król Holandii Wilhelm-Aleksander Oranje-Nassau (ur. 1967) ∞2002 Máxima Zorreguieta (ur. 1971)        | król Holandii Wilhelm-Aleksander Oranje-Nassau (ur. 1967) ∞2002 Máxima Zorreguieta (ur. 1971)    | król Holandii Wilhelm-Aleksander Oranje-Nassau (ur. 1967) ∞2002 Máxima Zorreguieta (ur. 1971) | król Holandii Wilhelm-Aleksander Oranje-Nassau (ur. 1967) ∞2002 Máxima Zorreguieta (ur. 1971)         | król Holandii Wilhelm-Aleksander Oranje-Nassau (ur. 1967) ∞2002 Máxima Zorreguieta (ur. 1971) | król Holandii Wilhelm-Aleksander Oranje-Nassau (ur. 1967) ∞2002 Máxima Zorreguieta (ur. 1971) | król Holandii Wilhelm-Aleksander Oranje-Nassau (ur. 1967) ∞2002 Máxima Zorreguieta (ur. 1971) | król Holandii Wilhelm-Aleksander Oranje-Nassau (ur. 1967) ∞2002 Máxima Zorreguieta (ur. 1971) |
| Katarzyna-Amalia Oranje-Nassau (ur. 7 grudnia 2003) | |                                                                                                  |                                                                                               | |                                                                                               |                                                                                               |                                                                                               |                                                                                               |

## Odznaczenia
- Krzyż Wielki Orderu Lwa Niderlandzkiego[6]
- Kawaler Orderu Domowego Nassauskiego Lwa Złotego[6]
- Medal pamiątkowy: Inhuldigingsmedaille 2013 (2013)[6]
- Krzyż Wielki Orderu Izabeli Katolickiej (Hiszpania, 2024)[6][7]
- Krzyż Wielki Orderu Chrystusa (Portugalia, 2024)[6][8]
- Order Wisam al-Nahdat al-Oman I klasy (Oman, 2025)[9]

## Eponimia
Na jej cześć nazwano gatunek pędzlaka (grzyba z gromady workowców) Penicillium amaliae Visagie, Houbraken et Samson.